# Yeprem Khan

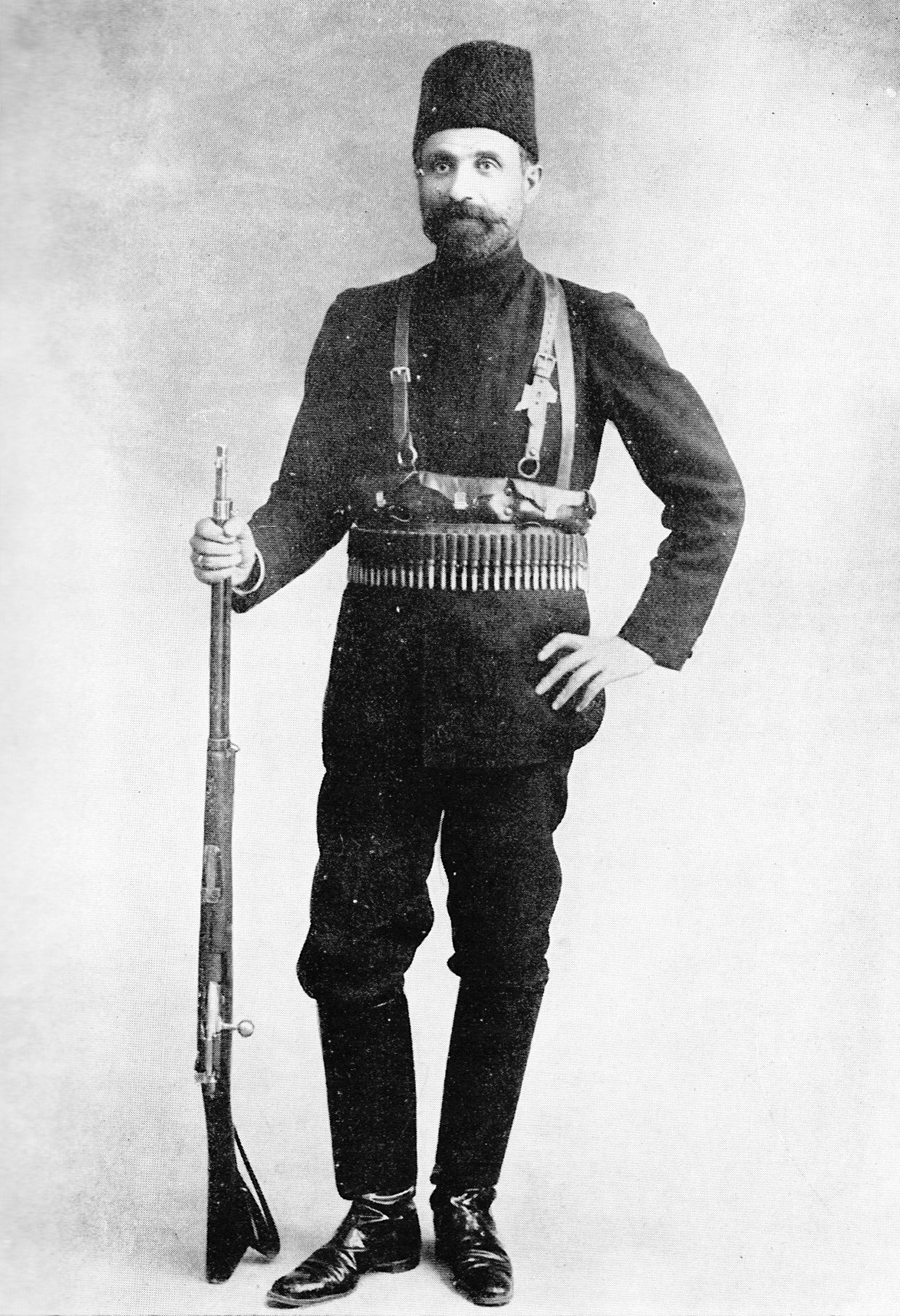
Yeprem Khan als Polizeichef von Teheran

Yeprem Khan Davidian (armenisch Եփրեմ Խան, Եփրեմ Դավթյան, persisch یپرم‌خان داویدیان), auch Yefrem Khan oder Ephraim Khan, (* 1868 in Barsum; † 19. Mai 1912) war ein armenischer Revolutionsführer und iranischer Nationalheld.

## Leben
Yeprem wurde 1868 im Dorf Barsum (armenisch Բարսում) im heutigen Aserbaidschan geboren. Damals lag das Dorf im Gouvernement Elisabetpol des russischen Reiches. Bereits in seiner Jugend unterstützte Yeprem armenisch-nationalistische Gruppierungen und beteiligte sich an Aktionen armenischer Partisanen gegen das osmanische Reich. Im September 1890 wurde Yeprem von russischen Kosaken verhaftet und 1892 nach Sibirien verbannt. 1896 gelang ihm die Flucht von Sibirien in den Iran nach Täbris. In Täbris wurde er Mitglied der Armenischen Revolutionären Föderation, deren Aktivitäten im Iran hauptsächlich gegen das osmanische Reich gerichtet waren.

### Armenischer Freiheitskämpfer

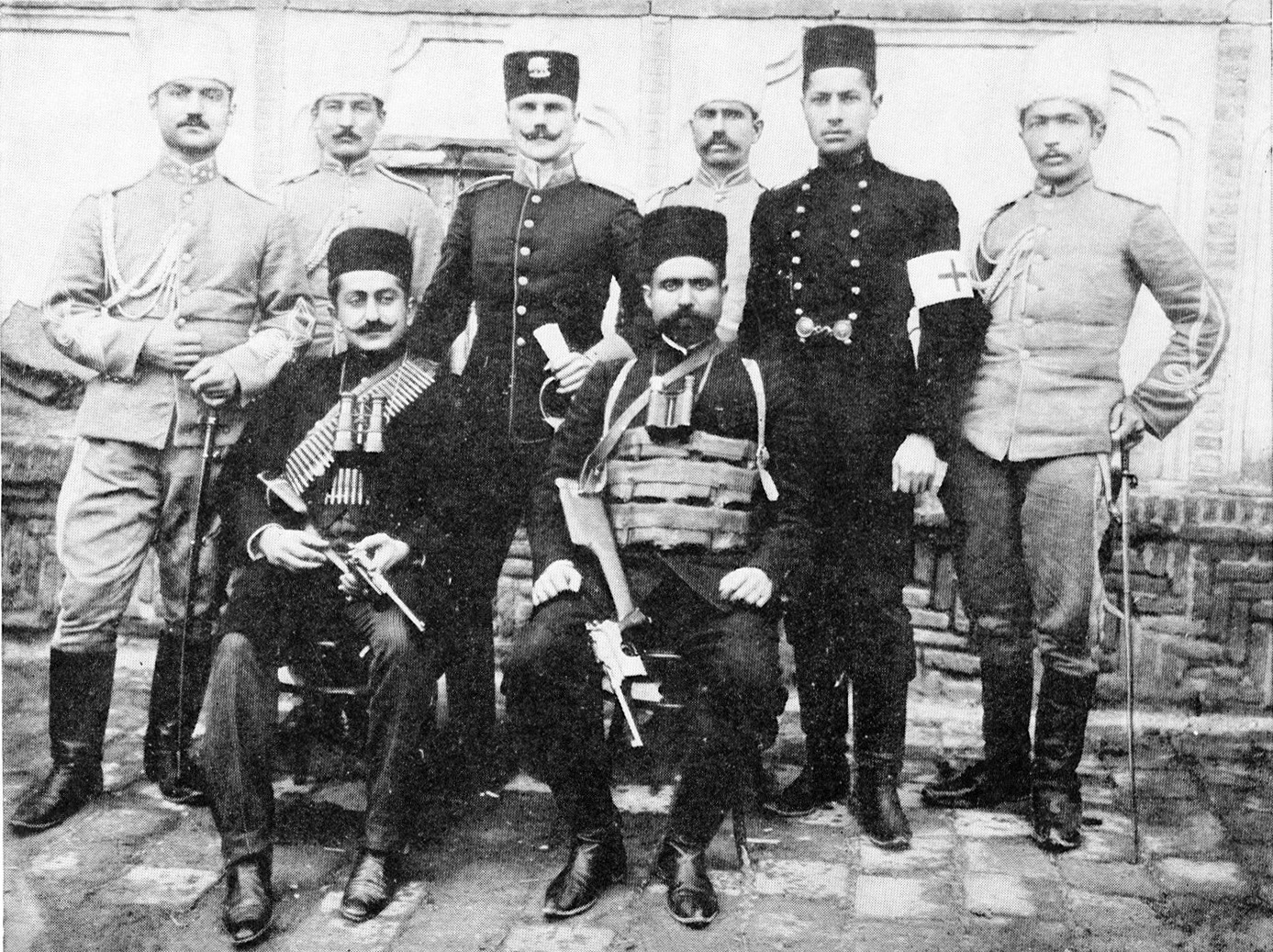
Major Haase (stehend Mitte) mit Yeprem Khan, Sardar-e Baradur im Jahr 1911

Yeprem beteiligte sich aktiv an der Konstitutionellen Revolution des Iran und überzeugte die Mitglieder der Armenischen Revolutionären Föderation, die konstitutionelle Bewegung zu unterstützen. Yeprem Khan verbündete sich mit Sattar Khan und anderen Anführern der konstitutionellen Bewegung gegen Mohammed Ali Schah.
Mit Rückendeckung Russlands hatte Mohammed Ali Schah im Juli 1908 das neu geschaffene Parlament auflösen und den Premierminister und mehrerer Anführer der konstitutionellen Bewegung verhaften lassen. In Aserbaidschan und den nördlichen Provinzen rund ums kaspische Meer brachen Aufstände aus. Ende Februar 1908 war es zu einem Attentatsversuch auf Mohammed Ali Schah gekommen. Eine Bombe wurde auf sein Auto geworfen worden, verletzte den Schah aber nicht ernsthaft. Der Streit zwischen dem Regenten und dem Parlament über die zukünftige Politik weitete sich zu einem Machtkampf aus, in den dann im Juni 1908 Großbritannien und Russland direkt eingriffen. Sie setzten die Regierung und das Parlament unter Druck, den Forderungen des Schahs nachzugeben. Ende Juni 1908 brachen dann auf den Straßen um das Parlamentsgebäude offenen Kämpfe zwischen parlamentstreuen und schahtreuen Truppen aus. Wenig später brachen auch Straßenkämpfe in Täbris aus. Das ganze Land war in Aufruhr. Im Oktober 1908 gründete Yeprem Khan während des Aufstandes in Täbris und in Rascht ein geheimes Sattar-Komitee (benannt nach dem Revolutionsführer Sattar Khan) und nahm Verbindung zu den Sozialdemokraten und der Armenischen Revolutionären Föderation im Kaukasus auf. Mit Unterstützung von fünfunddreißig Georgiern und zwanzig Armeniern aus Baku besetzte Yeprem Khan Rascht und hisste wenig später die rote Flagge der Armenischen Revolutionären Föderation auf dem Rathaus von Anzali. Vereint mit weiteren Truppen, die von Mohammad Vali Khan Sepahsalar, einem Großgrundbesitzer und früheren Kadscharenkommandanten, angeführt wurden, marschierte Yeprem Khan Richtung Teheran, um die konstitutionelle Bewegung mit militärisch organisierten Kräften zu unterstützen.
Am 22. Juni 1909 standen aus dem Südwesten kommende „Freiheitskämpfer“, wie sich die Truppen der Konstitutionalisten jetzt nannten, vor Qom, das sie am 8. Juli 1909 einnahmen. Der Weg nach Teheran war frei. Wenig später kam es zu Straßenkämpfen in Teheran zwischen den Truppen der Konstitutionalisten und der schahtreuen Kosakenbrigade. Am 16. Juli 1909 floh Mohammed Ali Schah aus seinem Palast in die russische Botschaft. Noch am selben Tag setzte das Parlament in einer außerordentlichen Sitzung Mohammed Ali Schah zu Gunsten seines Sohnes Ahmad Schah ab. Mit dem abgesetzten Mohammed Ali Schah und den Vertretern Russlands und Großbritanniens begannen nun Verhandlungen, unter welchen Bedingungen Mohammed Ali Schah das Land verlassen könne und die parlamentarische Regierung unter Ahmad Schah von den Großmächten anerkannt würde. Einigkeit wurde erzielt, nachdem Mohammed Ali Schah eine Pension von $ 80.000 pro Jahr zugesagt worden war. Am 10. September 1909 verließ Mohammed Ali Schah die russische Botschaft und begab sich ins Exil nach Odessa in Russland.

### Polizeichef in Teheran
Im November 1909 wurde Yeprem Khan, der neben Sattar Khan maßgeblich am Sturz Mohammed Ali Schahs beteiligt war, durch das iranische Parlament zum Polizeichef von Teheran bestimmt. 1910 überwarf sich Yeprem Khan mit Sattar Khan, da dieser sich weigerte, seine Waffen abzuliefern oder seine Truppen dem Oberbefehl der konstitutionellen Regierung unterzuordnen. Nach einem kurzen aber heftigem Schusswechsel der Teheraner Polizei mit den Truppen Sattar Khans im Atabak Park von Teheran gab sich Sattar Khan geschlagen und wurde entwaffnet. Sattar Khan starb wenig später an einer Verwundung, die er sich bei diesem Schusswechsel zugezogen hatte.
Yeprem Khan kommt das Verdienst zu, den 1911 unternommenen Putschversuch Mohammed Ali Schahs gegen die konstitutionelle Regierung vereitelt und damit das Parlament und den neu entstehenden, parlamentarisch regierten Staat gerettet zu haben. Mohammed Ali Schah, der ja inzwischen in Russland im Exil lebte, war mit einem Schiff über das kaspische Meer in den Iran zurückgekehrt. Er hatte 2.000 Turkmenen und ihm ergebene persische Soldaten angeworben und marschierte am 22. Juli 1911 in Asterabad (Gorgan) ein. Auf Vorschlag des für die konstitutionelle Regierung des Irans als Schatzkanzler arbeitenden Morgan Shusters setzte die Regierung in Teheran am 29. Juli ein Preisgeld von 100.000 Toman (ca. $90.000) auf den Kopf von Mohammed Ali Schah und je 25.000 Toman auf den Kopf seiner beiden Brüder, die von Westen aus dem osmanischen Reich kommend, in Persien einmarschiert waren, aus. Als die Nachricht über das ausgesetzte Kopfgeld Mohammed Ali Schah erreichte, floh er ans kaspische Meer und wartete dort die weiteren Ereignisse ab. Die 2.000 bewaffneten Turkmenen und Mohammed Ali Schah treue persische Soldaten waren inzwischen unter der Führung von Arshad-ud-Dawla auf Teheran vorgerückt. Yeprem Khan und der in persischen Diensten stehende deutsche Major Haase, der eine kleine Artillerieeinheit befehligte, zogen ihnen mit 350 leicht bewaffneten Polizisten und Gendarmen, einem Maschinengewehr und zwei Feldgeschützen entgegen. 50 km südöstlich vor Teheran in der Nähe des Dorfes Veramin kam es zum Aufeinandertreffen der ungleichen Kräfte. Major Haase bezog Stellung auf einem kleinen Hügel und ließ mit dem Maschinengewehr auf die heranrückenden Turkmenen feuern. Die hatten bis zu diesem Zeitpunkt noch nie ein Maschinengewehr gesehen, waren über dessen tödliche Wirkung entsetzt und flohen. Zurück blieben 60 gefallene und 400 gefangene Turkmenen und der verwundete Arshad-ud-Dawla. Arshad wurde verhört und am folgenden Tag standrechtlich erschossen. Sein Leichnam wurde nach Teheran gebracht und dort öffentlich ausgestellt. Teheran und die konstitutionelle Regierung waren gerettet.
Yeprem Khan starb am 19. Mai 1912.